# Localitat tipus

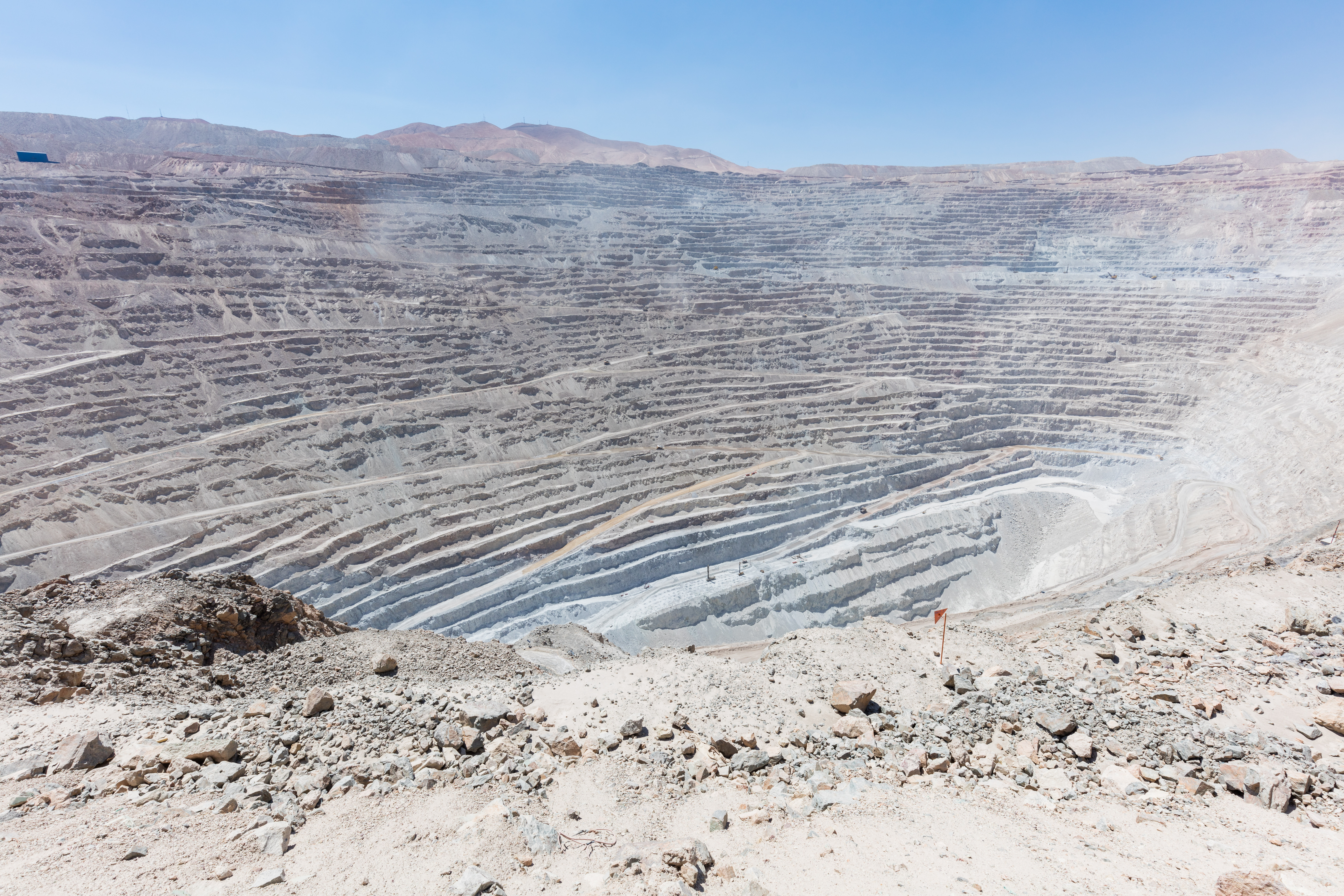
La mina Chuquicamata (Xile) és la localitat tipus de gairebé una vintena de minerals

En geologia, la localitat tipus d'un mineral (del llatí, locus typicus) és la localitat (o indret) de la qual prové el material que es va emprar per a la definició formal de l'espècie. Aquest terme també s'empra per a les roques o unitats estratigràfiques, i és coneguda també com a «àrea tipus» o «secció tipus». El concepte és similar al tipus nomenclatural que es fa servir en biologia. Quan en algunes ocasions les mostres provenen de diferents llocs, aquestes són anomenades co-localitats tipus.
És freqüent que el nom de les roques o dels minerals descrits derivin del nom del lloc geogràfic on foren descoberts. Alguns exemples de localitats tipus que donen nom a l'espècie mineral descoberta són:
- Aragonita, de Molina d'Aragó, Guadalajara, Espanya.[3]
- Autunita, del districte d'Autun, França.[4]

En el cas de formacions i estructures geològiques:
- Caldera, de la Caldera de Taburiente, La Palma, Illes Canàries.[5]
- Formació Calvert, de Calvert Cliffs State Park, Maryland, Estats Units.[6]

Per a unitats cronoestratigràfiques:
- Aalenià, d'Aalen, Alemanya.[7]
- Juràssic, de la serralada del Jura, Suïssa.[8]